# باور أومالي
باور أومالي (بالإنجليزية: Power O'Malley)‏ هو فنان أمريكي، ولد في 19 يناير 1877، وتوفي في 1946.